# Saison 8 des Frères Scott
Chronologie
Saison 7 Saison 9
Cet article présente la huitième saison de la série télévisée américaine Les Frères Scott (One Tree Hill). 

## Distribution
- James Lafferty : Nathan Scott (22/22)
- Bethany Joy Lenz : Haley James Scott (22/22)
- Jackson Brundage : James "Jamie" Scott (18/22)
- Sophia Bush : Brooke Davis (22/22)
- Austin Nichols : Julian Baker (22/22)
- Robert Buckley : Clayton "Clay" Evans (20/22)
- Shantel VanSanten : Quinn James (20/22)
- Lee Norris : Marvin "Micro" McFadden (14/22)
- Jana Kramer : Alex Dupré (16/22)
- Lisa Goldstein : Millicent Huxtable (16/22)
- Stephen Colletti : Chase Adams (18/22)

### Acteurs récurrents
- Kate Voegele (VF : Véronique Soufflet) : Mia Catalano
- Daphne Zuniga (VF : Déborah Perret) : Victoria Davis
- Antwon Tanner (VF : Vincent Barazzoni) : Antwon « Skills » Taylor
- Gregory Harrison (VF : Pierre Laurent) : Paul Norris
- Sharon Lawrence (VF : Pascale Vital) : Sylvia Baker
- Amanda Schull (VF : Sauvane Delanoë / Julie Turin) : Sara Evans / Katie Ryan
- Laura Izibor (VF : Marie-Frédérique Habert) : Erin McCree
- Allison Munn (VF : Céline Ronté) : Lauren
- Eric McIntire (VF : Alexandre Gillet) : Ian Kellerman
- Peter Riegert (VF : Hervé Caradec) : August Kellerman

## Liste des épisodes

### Épisode 1:Aux Portes du Paradis
- États-Unis : 14 septembre 2010 sur The CW
- France : 29 août 2011 sur TF6
  - 9 janvier 2012 sur TF1[2]
- Québec : 4 octobre 2011 sur VRAK.TV
- Suisse : sur TSR1
- Belgique :

- États-Unis : 2,14 millions de téléspectateurs[3] (première diffusion)

### Épisode 2:Je sais que tu es là
- États-Unis : 21 septembre 2010 sur The CW
- France : 30 août 2011 sur TF6
  - 10 janvier 2012 sur TF1
- Québec : 11 octobre 2011 sur VRAK.TV[4]

- États-Unis : 1,86 million de téléspectateurs[5] (première diffusion)

### Épisode 3:L'espace entre deux
- États-Unis : 28 septembre 2010 sur The CW
- France : 30 août 2011 sur TF6
  - 12 janvier 2012 sur TF1
- Québec : 18 octobre 2011 sur VRAK.TV

- États-Unis : 1,83 million de téléspectateurs[6] (première diffusion)

À la fin de l'épisode, on aperçoit Quinn, en bonne santé, dans la chambre de Clay en train de lui lire le journal comme Nathan le faisait au début de l'épisode. C'est à ce moment-là que Clay se réveille.

### Épisode 4:Et après?
- États-Unis : 5 octobre 2010 sur The CW
- France : 31 août 2011 sur TF6
  - 13 janvier 2012 sur TF1
- Québec : 25 octobre 2011 sur VRAK.TV

- États-Unis : 1,97 million de téléspectateurs[7] (première diffusion)

### Épisode 5:La fin d'un chapitre
- États-Unis : 12 octobre 2010 sur The CW
- France : 1er septembre 2011 sur TF6
  - 16 janvier 2012 sur TF1
- Québec : 1er novembre 2011 sur VRAK.TV

- États-Unis : 1,91 million de téléspectateurs[8] (première diffusion)

### Épisode 6:Même pas peur
- États-Unis : 19 octobre 2010 sur The CW
- France : 2 septembre 2011 sur TF6
  - 17 janvier 2012 sur TF1
- Québec : 8 novembre 2011 sur VRAK.TV

- États-Unis : 1,90 million de téléspectateurs[9] (première diffusion)

### Épisode 7:Coup de poker
- États-Unis : 2 novembre 2010 sur The CW
- France : 6 septembre 2011 sur TF6
  - 19 janvier 2012 sur TF1
- Québec : 15 novembre 2011 sur VRAK.TV

- États-Unis : 1,82 million de téléspectateurs[10] (première diffusion)

- Antwon Tanner (Skills)

Nous ne voyons ni le jeune Jamie (Jackson Brundage), ni Quinn (Shantel VanSanten) dans cet épisode.

### Épisode 8:La poursuite du bonheur
- États-Unis : 9 novembre 2010 sur The CW
- France : 7 septembre 2011 sur TF6
  - 20 janvier 2012 sur TF1
- Québec : 22 novembre 2011 sur VRAK.TV

- États-Unis : 1,70 million de téléspectateurs[11] (première diffusion)

Les personnages Alex Dupré (Jana Kramer), Quinn James (Shantel VanSanten) et Millicent Huxtable (Lisa Goldstein) n'apparaissent pas dans cet épisode.

### Épisode 9:Être reconnaissant
- États-Unis : 16 novembre 2010 sur The CW
- France : 8 septembre 2011 sur TF6
  - 23 janvier 2012 sur TF1
- Québec : 29 novembre 2011 sur VRAK.TV

- États-Unis : 1,90 million de téléspectateurs[12] (première diffusion)

### Épisode 10:Listes, Plans
- États-Unis : 30 novembre 2010 sur The CW
- France : 9 septembre 2011 sur TF6
  - 24 janvier 2012 sur TF1
- Québec : 6 décembre 2011 sur VRAK.TV

- États-Unis : 1,81 million de téléspectateurs[13] (première diffusion)

- Paul Johansson (Dan Scott)
- Kid Cudi (lui-même)
- Amanda Schull (Katie)

Cet épisode est nommé d'après l'album du groupe A Sunny Day In Glasgow. Marvin et Millie n'apparaissent pas dans cet épisode.

### Épisode 11:Avis de tempête
Pour les articles homonymes, voir Avis de tempête (homonymie).
- États-Unis : 7 décembre 2010 sur The CW
- France : 13 septembre 2011 sur TF6
  - 26 janvier 2012 sur TF1
- Québec : 13 décembre 2011 sur VRAK.TV

- États-Unis : 2,20 millions de téléspectateurs[14] (première diffusion)

- Amanda Schull (Katie)
- Allison Munn (Lauren)

Les personnages n'apparaissant pas dans cet épisode sont nombreux : Clay, Marvin, Millie, Alex, Mia, Chase et Erin.

### Épisode 12:Gueule de bois!
- États-Unis : 25 janvier 2011 sur The CW
- France : 14 septembre 2011 sur TF6
  - 27 janvier 2012 sur TF1
    - 12 mars 2013 sur NT1
- Québec : 20 décembre 2011 sur VRAK.TV[15]

- États-Unis : 1,90 million de téléspectateurs[16] (première diffusion)

- Dave Navarro

### Épisode 13:Mon autre moitié
- États-Unis : 1er février 2011 sur The CW
- France : 15 septembre 2011 sur TF6
  - 30 janvier 2012 sur TF1
- Québec : 10 janvier 2012 sur VRAK.TV[17]

- États-Unis : 2,42 millions de téléspectateurs[18] (première diffusion)

- Antwon Tanner (Skills)

### Épisode 14:Des super-héros
- États-Unis : 8 février 2011 sur The CW
- France : 16 septembre 2011 sur TF6
  - 31 janvier 2012 sur TF1
- Québec : 17 janvier 2012 sur VRAK.TV

- États-Unis : 1,60 million de téléspectateurs[19] (première diffusion)

### Épisode 15:Le jour des amoureux
- États-Unis : 15 février 2011 sur The CW
- France : 20 septembre 2011 sur TF6
  - 2 février 2012 sur TF1
- Québec : 24 janvier 2012 sur VRAK.TV

- États-Unis : 1,65 million de téléspectateurs[20] (première diffusion)

### Épisode 16:Je me plairai bien ici
- États-Unis : 22 février 2011 sur The CW
- France : 21 septembre 2011 sur TF6
  - 3 février 2012 sur TF1
- Québec : 31 janvier 2012 sur VRAK.TV

- États-Unis : 2,01 millions de téléspectateurs[21] (première diffusion)

- Allison Munn (Lauren)
- Daphne Zuniga (Victoria)
- Leven Rambin (Chloe)
- Eric McIntire (Ian Kellerman)

### Épisode 17:Crier au loup
- États-Unis : 1er mars 2011 sur The CW
- France : 22 septembre 2011 sur TF6
  - 6 février 2012 sur TF1
- Québec : 7 février 2012 sur VRAK.TV

- États-Unis : 1,60 million de téléspectateurs[22] (première diffusion)

- Eric McIntire (Ian)
- Leven Rambin (Chloe)

### Épisode 18:Une nouvelle vie
- États-Unis : 19 avril 2011 sur The CW
  -  France : 23 septembre 2011 sur TF6
    - 7 février 2012 sur TF1

  -  Québec : 14 février 2012 sur VRAK.TV

- États-Unis : 1,41 million de téléspectateurs[23] (première diffusion)

- Leven Rambin (Chloe)
- Paul Johansson (Dan Scott)
- Barry Corbin (Whitey Durham, caméo)

### Épisode 19:Assumer les conséquences
- États-Unis : 26 avril 2011 sur The CW
- France : 27 septembre 2011 sur TF6
  - 9 février 2012 sur TF1
- Québec : 21 février 2012 sur VRAK.TV

- États-Unis : 1,45 million de téléspectateurs[24] (première diffusion)

- Eric McIntire (Ian Kellerman)
- Daphne Zuniga (Victoria Davis)
- Peter Riegert (August Kellerman)
- Olin & The Moon

### Épisode 20:Avoir le choix
- États-Unis : 3 mai 2011 sur The CW
- France : 28 septembre 2011 sur TF6
  - 10 février 2012 sur TF1
- Québec : 28 février 2012 sur VRAK.TV

- États-Unis : 1,25 million de téléspectateurs[25] (première diffusion)

- Eric McIntire (Ian Kellerman)
- Peter Riegert (August Kellerman)

### Épisode 21:L'emblème de la ville
- États-Unis : 10 mai 2011 sur The CW
  -  France : 29 septembre 2011 sur TF6
    - 13 février 2012 sur TF1

  -  Québec : 6 mars 2012 sur VRAK.TV

- États-Unis : 1,30 million de téléspectateurs[26] (première diffusion)

- Allison Munn (Lauren)

### Épisode 22:La magie est là...
- États-Unis : 17 mai 2011 sur The CW
- France : 30 septembre 2011 sur TF6
  - 14 février 2012 sur TF1
- Québec : 13 mars 2012 sur VRAK.TV[27]

- États-Unis : 1,48 million de téléspectateurs[28] (première diffusion)

- Kate Voegele (Mia Catalano)
- Antwon Tanner (Skills)
- Paul Johansson (Dan Scott)

## Audiences aux États-Unis
La huitième saison de Les Frères Scott  (One Tree Hill) a réuni 1,78 million de téléspectateurs américainsw
| N° Épisode | Titre anglais                            | Chaîne | Date de diffusion originale | États-Unis (en millions de téléspectateurs) |
| ---------- | ---------------------------------------- | ------ | --------------------------- | ------------------------------------------- |
| 1          | Asleep At Heaven's Gate                  | The CW | 14 septembre 2010           | 2,14                                        |
| 2          | I Can't See You, But I Know You're There | The CW | 21 septembre 2010           | 1,86                                        |
| 3          | The Space In Between                     | The CW | 28 septembre 2010           | 1,83                                        |
| 4          | We All Fall Down                         | The CW | 5 octobre 2010              | 1,97                                        |
| 5          | Nobody Taught Us to Quit                 | The CW | 12 octobre 2010             | 1,91                                        |
| 6          | Not Afraid                               | The CW | 19 octobre 2010             | 1,90                                        |
| 7          | Luck be a Lady                           | The CW | 2 novembre 2010             | 1,82                                        |
| 8          | Mouthful of Diamonds                     | The CW | 9 novembre 2010             | 1,70                                        |
| 9          | Between Raising Hell and Amazing Grace   | The CW | 16 novembre 2010            | 1,90                                        |
| 10         | Lists, Plans                             | The CW | 30 novembre 2010            | 1,81                                        |
| 11         | Darkness on the Edge of Town             | The CW | 7 décembre 2010             | 2,20                                        |
| 12         | The Drinks We Drank Last Night           | The CW | 12 janvier 2011             | 1,90                                        |
| 13         | The Other Half of Me                     | The CW | 1er février 2011            | 2,42                                        |
| 14         | Holding Out for a Hero                   | The CW | 8 février 2011              | 1,60                                        |
| 15         | Valentine's Day Is Over                  | The CW | 15 février 2011             | 1,65                                        |
| 16         | I Think I'm Gonna Like It Here           | The CW | 22 février 2011             | 2,01                                        |
| 17         | The Smoker You Drink, the Player You Get | The CW | 1er mars 2011               | 1,60                                        |
| 18         | Quiet Little Voices                      | The CW | 19 avril 2011               | 1,41                                        |
| 19         | Where Not to Look for Freedom            | The CW | 26 avril 2011               | 1,45                                        |
| 20         | The Man Who Sailed Around His Soul       | The CW | 3 mai 2011                  | 1,25                                        |
| 21         | Flightless Bird, American Mouth          | The CW | 10 mai 2011                 | 1,30                                        |
| 22         | This is My House, This is My Home        | The CW | 17 mai 2011                 | 1,48                                        |